# Arnobiusz Młodszy
Arnobiusz Młodszy (V wiek) – wczesnochrześcijański pisarz, prawdopodobnie mnich, pochodzący z Afryki i przez pewien czas mieszkający w Rzymie.

## Pisma
Jest autorem dzieła Spór z Serapionem, w którym usiłował pogodzić chrystologiczne doktryny tradycji rzymskiej i aleksandryjskiej. Niektórzy badacze, np. Morin przypisuje mu również autorstwo Księgi do Gregorii, Marginesowych notatek do Ewangelii, Komentarzy do Psalmów oraz dzieła pt. Przeznaczony. Arnobiusz opisał 90 herezji i był zwolennikiem teorii podwójnego przeznaczenia, którą przypisywał samemu Augustynowi (choć z zastrzeżeniem, że ten głosił ją w wąskim gronie). Po wielu wiekach, teoria ta legła u podstaw soteriologii Kalwina.